# Glina
Glina és una ciutat del centre de Croàcia que es troba al comtat de Sisak-Moslavina. El 2011 tenia 4.680 habitants. És documentada per primera vegada el 1205.

## Pobles
- Donje Taborište